# Nikolái Moiséyev
Nikolái Dmítrievich Moiséyev (en ruso: Никола́й Дми́триевич Моисе́ев) (Perm, 16 de diciembre de 1902 — Moscú, 6 de diciembre de 1955) fue un astrónomo, físico e historiador de la ciencia ruso de la etapa soviética.

## Biografía

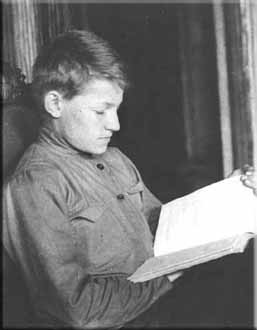
Nikolái Moiséyev (hacia 1920)

Moiséyev nació en la ciudad de Perm. En 1924 se graduó en la Universidad Estatal de Moscú, aunque desde 1922 ya trabajaba en el Instituto Estatal de Astrofísica, que desde 1931 se había integrado con el Instituto Astronómico Sternberg, del que fue director entre 1939 y 1943.
En 1929, defendió su tesis doctoral "Sobre algunas de las cuestiones fundamentales de la teoría del origen de los cometas, meteoritos y polvo cósmico". En noviembre de 1935, por el conjunto de sus trabajos de investigación fue galardonado con el doctorado, y después con el título de profesor de astronomía. Entre 1938 y 1955, fue jefe del departamento de mecánica celeste de la Universidad Estatal de Moscú; al mismo tiempo que entre 1929 y 1947 ejerció de profesor de la cátedra de matemáticas de la Academia de las Fuerzas Aéreas N. Y. Zhukovskogo, con el rango militar de coronel de ingenieros. Desde 1947 hasta el final de su vida trabajó a tiempo parcial en RKK Energiya, donde fue director científico de balística.
Sus principales logros estuvieron centrados en el campo de la mecánica celeste, siendo el creador de la Escuela de Moscú de esta especialidad, y organizando y dirigiendo la cátedra de mecánica celeste en la Universidad Estatal de Moscú. Desarrolló métodos cualitativos, incluyendo el estudio de las trayectorias con carácter general, y realizó una serie de importantes trabajos dedicados al estudio de la antigüedad y de largos periodos de perturbaciones en el movimiento de los cuerpos celestes, especialmente de los  asteroides. De acuerdo con estos estudios, pudo obtener sistemas teóricos (incluyendo técnicas de interpolación) para analizar el movimiento de estos cuerpos. En una serie de documentos sobre la dinámica de la cosmogonía efectuó un análisis crítico de las distintas hipótesis cosmológicas.
En sus trabajos sobre la teoría de la estabilidad estudió las trayectorias orbitales incluyendo factores de resistencia (investigado las curvas de variación de George William Hill), introduciendo nuevos conceptos de gran importancia práctica. También publicó una serie de obras dedicadas a la teoría de la gravedad y a la historia de la mecánica.
Fue enterrado en el cementerio de Vagankovskom.

### Familia
- Era padre de Natalia Nikoláyevna Pertsova (1945-2015), lingüista y crítica literaria.

## Eponimia
- El cráter lunar Moiseev lleva este nombre en su memoria.[2]
- El asteroide (3080) Moisseiev también conmemora su nombre.[3]

## Premios y honores
- La Orden de Lenin
- Orden de la Estrella Roja (en dos ocasiones)
- Orden de la Guerra Patriótica de Grado II

## Hechos interesantes
- Nikolái Moiséyev escribió poesía.[4]